# 埃尔马维尔
埃尔马维尔（法語：Hermaville，法語發音：[ɛʁmavil]）是法国上法蘭西大區加来海峡省的一个市镇，属于阿拉斯区。

## 地理
埃尔马维尔（50°19'22"N, 2°35'11"E）面积6.32 平方千米，位于法国上法蘭西大區加来海峡省，该省份为法国北部沿海省份，西北濒北海，南至索姆省，东临北部省。
与埃尔马维尔接壤的市镇（或旧市镇、城区）包括：阿图瓦地区欧比尼、拉特尔圣康坦、蒂卢瓦莱埃尔马维尔、阿尼耶尔、卡佩勒费尔蒙、阿巴尔。
埃尔马维尔的时区为UTC+01:00、UTC+02:00（夏令时）。

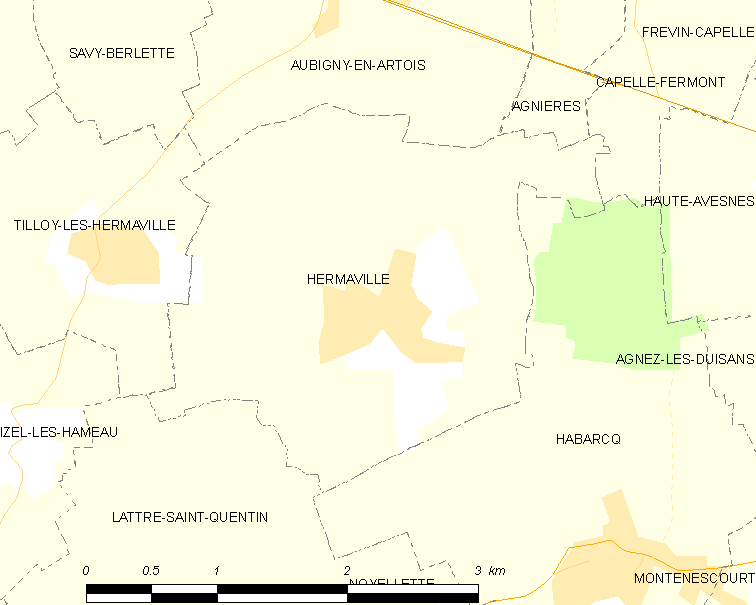
埃尔马维尔的OSM定位图

## 行政
埃尔马维尔的邮政编码为62690，INSEE市镇编码为62438。

## 政治
埃尔马维尔所属的省级选区为阿韦讷勒孔特县。

## 人口

1962-2008年间埃尔马维尔人口变化图示

埃尔马维尔于2022年1月1日时的人口数量为532人。